# Sawolschsk
Sawolschsk (russisch Заволжск) ist eine Stadt in der Oblast Iwanowo (Russland) mit 12.045 Einwohnern (Stand 14. Oktober 2010).

## Geografie
Die Stadt liegt etwa 110 km nordöstlich der Oblasthauptstadt Iwanowo am linken Ufer der Wolga, gegenüber der Stadt Kineschma. Sie ist nicht zu verwechseln mit der Stadt Sawolschje in der benachbarten Oblast Nischni Nowgorod.
Sawolschsk ist Verwaltungszentrum des gleichnamigen Rajons.

## Geschichte
Der Ort entstand in der Mitte des 19. Jahrhunderts als Stadtteil des am gegenüberliegenden Wolgaufer (Sawolschje von russisch sa Wolgoi für hinter der Wolga) gelegenen Kineschma, als hier eine Weberei für Baumwollstoffe errichtet wurde. 1871 ging eine Chemiefabrik (für Schwefelsäure) in Betrieb.
1934 wurde der Stadtteil als Sawolschje selbständige Siedlung, die am 4. Oktober 1954 das Stadtrecht unter dem heutigen Namen erhielt. Am 9. Oktober 1968 wurde die Stadt Verwaltungszentrum eines neu gegründeten Rajons.

### Bevölkerungsentwicklung
| Jahr | Einwohner |
| ---- | --------- |
| 1939 | 12.117    |
| 1959 | 15.487    |
| 1970 | 16.718    |
| 1979 | 17.101    |
| 1989 | 16.530    |
| 2002 | 13.455    |
| 2010 | 12.045    |

Anmerkung: Volkszählungsdaten

## Kultur und Sehenswürdigkeiten
In Sawolschje ist die Epiphanias-Kirche (церковь Богоявления/zerkow Bogojawlenija) von 1779 erhalten. Im nahegelegenen Dorf Bredichino liegt der ehemalige Landsitz des bedeutenden Astronomen Fjodor Bredichin. Das dortige, ihm gewidmete Museum brannte allerdings 1994 nieder.
Im 15 Kilometer entfernten Dorf Wosdwischenje steht die Kreuzerhöhungskirche (Крестовоздвиженская церковь/Krestowosdwischenskaja zerkow) von 1790.

## Wirtschaft und Infrastruktur

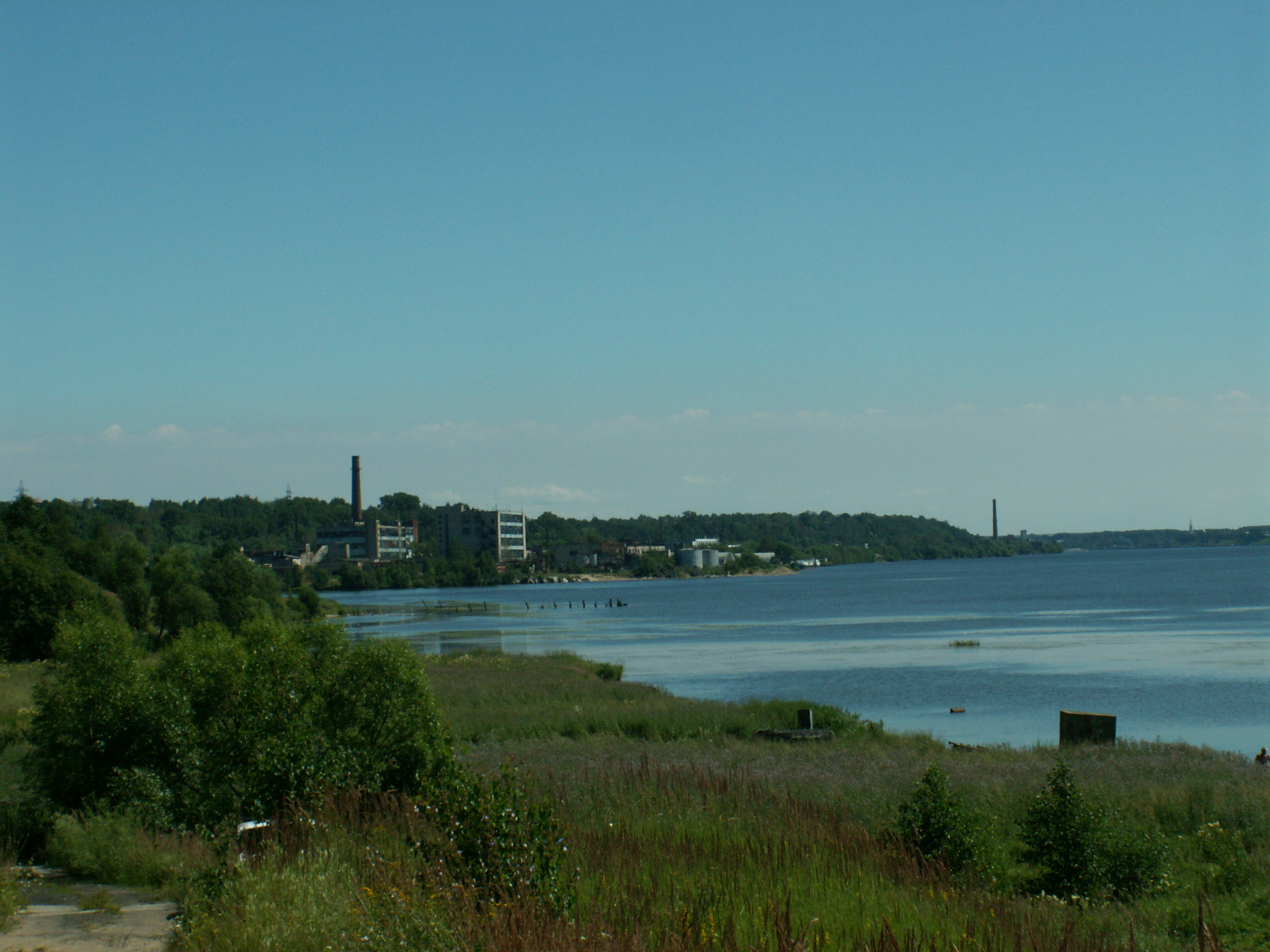
Die Wolga in Sawolschsk, im Hintergrund die Chemiefabrik

Neben Werken der chemischen Industrie (Farben, Kunststoffe) gibt es in Sawolschk Unternehmen der Lebensmittel-, Textil- und holzverarbeitenden Industrie.
Die Stadt ist Endpunkt einer 32 Kilometer langen Eisenbahnstrecke (nur Güterverkehr), die in Perwuschino von der Strecke Jaroslawl–Kostroma–Galitsch abzweigt.
Sawolschsk ist über die Straße R101 nach Ostrowskoje an das Straßennetz der Oblast Kostroma angeschlossen. Eine Brücke in das benachbarte Kineschma gibt es nicht, sodass keine feste Verbindung zum Straßennetz sowie zur Eisenbahnstrecke Iwanowo–Kineschma am rechten Wolgaufer besteht.